# Stenocercus
Stenocercus este un gen de șopârle din familia Tropiduridae.

## Specii[1]
- Stenocercus aculeatus
- Stenocercus angel
- Stenocercus apurimacus
- Stenocercus azureus
- Stenocercus boettgeri
- Stenocercus bolivarensis
- Stenocercus caducus
- Stenocercus carrioni
- Stenocercus chlorostictus
- Stenocercus chota
- Stenocercus chrysopygus
- Stenocercus crassicaudatus
- Stenocercus cupreus
- Stenocercus doellojuradoi
- Stenocercus dumerilii
- Stenocercus empetrus
- Stenocercus erythrogaster
- Stenocercus eunetopsis
- Stenocercus festae
- Stenocercus fimbriatus
- Stenocercus formosus
- Stenocercus frittsi
- Stenocercus guentheri
- Stenocercus haenschi
- Stenocercus huancabambae
- Stenocercus humeralis
- Stenocercus imitator
- Stenocercus iridescens
- Stenocercus ivitus
- Stenocercus lache
- Stenocercus latebrosus
- Stenocercus limitaris
- Stenocercus marmoratus
- Stenocercus melanopygus
- Stenocercus modestus
- Stenocercus nigromaculatus
- Stenocercus nubicola
- Stenocercus ochoai
- Stenocercus orientalis
- Stenocercus ornatissimus
- Stenocercus ornatus
- Stenocercus pectinatus
- Stenocercus percultus
- Stenocercus praeornatus
- Stenocercus prionotus
- Stenocercus puyango
- Stenocercus quinarius
- Stenocercus rhodomelas
- Stenocercus roseiventris
- Stenocercus santander
- Stenocercus scapularis
- Stenocercus simonsii
- Stenocercus sinesaccus
- Stenocercus squarrosus
- Stenocercus stigmosus
- Stenocercus torquatus
- Stenocercus trachycephalus
- Stenocercus tricristatus
- Stenocercus variabilis
- Stenocercus varius